# Замок Нок (Абердиншир)
Существуют и другие за́мки с таким же названием.
За́мок Нок (англ. Knock Castle) — шотландский замок, который расположен в области Абердиншир (северо-восточная Шотландия). Представляет собой типичное жилище лэрда; в настоящее время пребывает в полуразрушенном состоянии. Замок стоит на холме среди поля, расположен примерно в 1,6 километрах к западу от городка Баллатер (англ. Ballater) и примерно в 9,7 километрах к востоку от замка Балморал. Руины замка находятся под надзором общества по охране исторических памятников «Historic Scotland».

## Описание
Замок был построен приблизительно в начале XVII века. Здание прямоугольно в плане (размеры основания примерно 8,2 на 6,7 метров) и имеет четыре этажа (самый верхний этаж был чердачным); толщина стен составляет около 1,2 метров. В настоящее время внешние стены замка сохранились практически целиком, однако крыша и внутренности замка полностью разрушены. Рядом с замком сохранились основания огораживающих стен. Отличительной чертой замка являются защитные бойницы для пистолетов, имеющиеся под каждым из многочисленных окон. Все бойницы направлены в сторону земли; центральная — вперёд, а две по бокам — несколько в стороны.
Немного к западу от замка Нок находится холм, на котором, как считается, существовала старая деревянная крепость типа «мотт и бейли» — т. н. «Старый Нок», которая была разрушена в 1590 году.
Исторически замок принадлежал шотландскому клану Гордонов.